# Luis Ricardo Reyes
Luis Ricardo Reyes Moreno (* 3. April 1991 in Monterrey) ist ein mexikanischer Fußballspieler. Seit 2018 steht der Verteidiger beim mexikanischen Erstligisten Club América unter Vertrag.

## Karriere

### Verein
Die Karriere begann 2008 in der Nachwuchsabteilung von Atlas Guadalajara. Zwischen 2014 und 2016 war er an mehrere Zweit- und Drittligisten in Mexiko ausgeliehen. Am 16. Juli 2016 kam er in der Liga MX 2016/17, der ersten Liga, gegen Deportivo Toluca zu seinem ersten Pflichtspiel. Durch seine Leistungen konnte er sich ein Stammplatz erkämpfen. Hierauf wurde er nach den Liguillas der Clausura 2017 in die Auswahl der elf besten Spieler gewählt. Dadurch wurde auch die Nationalmannschaft auf ihn aufmerksam. So kam er am 8. Februar 2017 zu seinem ersten A-Länderspiel gegen Irland, nach insgesamt vier Länderspielen wurde er für den FIFA-Konföderationen-Pokal 2017 nominiert.
Vor der Apertura 2018 wechselte Reyes zum Hauptstadtverein Club América, mit dem er auf Anhieb die mexikanische Fußballmeisterschaft gewann.

## Erfolge

### Verein
- Mexikanischer Meister: Apertura 2018

### Persönliche Auszeichnungen
- Nominierung in die Auswahl der elf besten Spieler der Clausura 2017